# Toresky
Josep Torres Vilata, conocido artísticamente como Toresky (Barcelona, España, 1 de octubre de 1869 - id. 10 de mayo de 1937) fue un actor, ventrílocuo y locutor radiofónico español. 
Alcanzó gran propularidad en los años 1930, gracias a los espacios cómicos de ventriloquia que protagonizaba con su muñeco Míliu en Radio Barcelona y que le convirtieron en uno de los primeros fenómenos mediáticos de la historia de la radio española. Está considerado, así mismo, el pionero de las campañas benéficas en este medio.

## Biografía
Josep Torres nació el 1 de octubre de 1869 en el número 74 de la calle del Carmen de Barcelona. Hijo de un industrial catalán del sector del gas, se inició en la empresa familiar y trabajó como electricista y tornero, hasta que optó por dedicarse a su auténtica vocación: el arte escénico. En 1893 se marchó a hacer las Américas, iniciando su carrera como actor en distintas compañías teatrales con las que actuó La Habana, Santo Domingo y Nueva York, entre otras ciudades. En 1896 actuó e incluso dirigió varias zarzuelas, en países como Venezuela, Puerto Rico o México. En 1898 estrenó en Colombia su propio espectáculo, en el que actuaba como transformista y ventrílocuo, en un montaje cómico donde caricaturizaba a varios estereotipos de personajes. Entre 1913 y 1916 regresó a España para actuar en varios teatros de Cataluña y Baleares, y luego inició un nuevo periplo en Asia, que le llevó a actuar en Filipinas y Hong Kong. 
Volvió a su Barcelona natal para ingresar en Radio Barcelona -por entonces EAJ-1- el 24 de septiembre de 1924, cuando la emisora decana de la radio española todavía emitía en fase de pruebas. Inicialmente trabajó como rapsoda, relatando cuentos infantiles y otras narraciones en las, gracias a sus registros de voz, interpretaba a distintos personajes.
En 1926, Toresky fue nombrado locutor oficial de la emisora, en lugar de Rafael del Caño. Un año más tarde, el 27 de diciembre de 1927 hizo su primera intervención su personaje Míliu. Toresky aprovechó la popularidad de dicho personaje para poder impulsar campañas benéficas que lograrían un gran éxito; siendo, en España, pionero de la radio solidaria. A lo largo de una década, realizó campañas a favor de los niños enfermos y de las familias necesitadas logrando así recaudar más de dos millones de pesetas, con las cuales obtendría más de 200.000 mantas y miles de juguetes, entre otros donativos, destinados fundamentalmente a orfanatos y hospitales.
Alejado de los micrófonos por una larga enfermedad, falleció en su casa de Sarriá la madrugada del 10 de mayo de 1937, a los 67 años de edad, víctima de un ictus. Su entierro, un día más tarde, se convirtió en un acto multitudinario, demostrando la enorme popularidad del radiofonista. Miles de barceloneses asistieron a la capilla ardiente y siguieron el recorrido del féretro por las calles de Sarriá hasta el cementerio de Les Corts.

## Homenajes y reconocimientos
La labor benéfica de Toresky le valió varios reconocimientos, entre los que destacan la Gran Cruz de la Beneficencia del Gobierno de la República, que le otorgó el presidente de la Generalidad de Cataluña, Lluís Companys, en 7 de abril de 1934. 

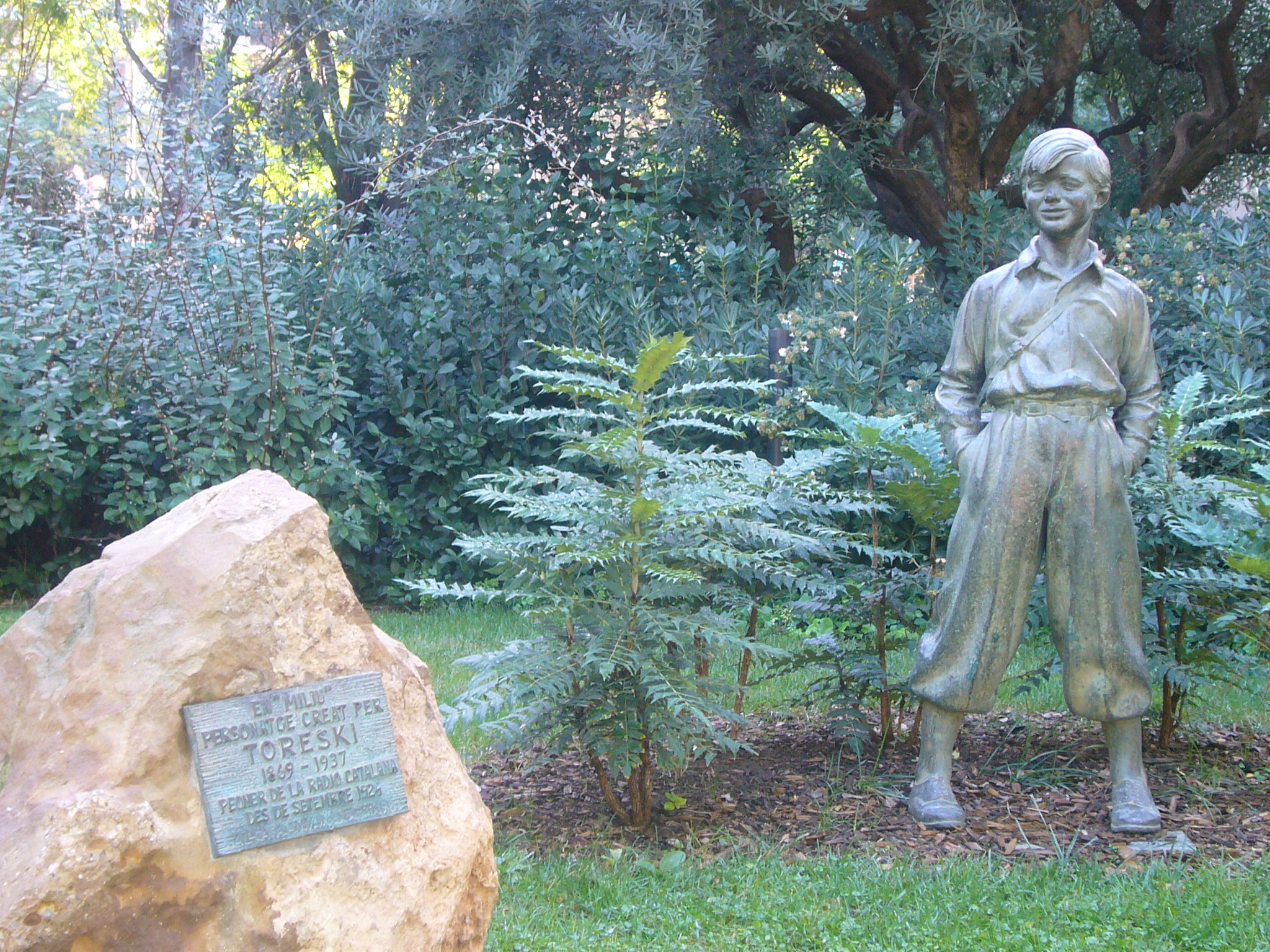
Escultura de Míliu en la Plaza de la Sagrada Familia.

En 1936, Radio Barcelona proyectó la construcción de una fuente dedicada a Míliu, que encargó al escultor Àngel Tarrach, una figura de bronce del personaje financiada a través de una subscripción popular en la que contribuyeron 1.500 oyentes. Con el estallido de la guerra civil española la escultura quedó olvidada en un almacén, hasta que fue recuperada en 1961 por la emisora, que la cedió al Ayuntamiento de Barcelona para colocarla en los jardines de la Plaza de la Sagrada Familia, donde se mantiene en la actualidad.
Actualmente, el estudio principal de Radio Barcelona lleva el nombre de Estudio Toresky en recuerdo a su histórico locutor.